# Capua intractana
Espèce
Synonymes
- Capua obfuscatana Meyrick, 1881[1]
- Capua sordidatana Meyrick, 1881[1]
- Sperchia intractana Walker, 1869[1]

Capua intractana est une espèce de lépidoptères (papillons) de la famille des Tortricidae. 
On la trouve en Australie, y compris en Tasmanie, ainsi qu'en Nouvelle-Zélande.